# Six (Extreme)
Six è il sesto album in studio del gruppo musicale statunitense Extreme, pubblicato nel 2023.

## Tracce
1. Rise – 4:35 (Gary Cherone, Jordan Ferreira, Nuno Bettencourt)
2. #Rebel – 4:23 (Gary Cherone, Jordan Ferreira, Matthew James McGuire-Denis, Nuno Bettencourt)
3. Banshee – 3:34 (Gary Cherone, Nuno Bettencourt, Pat Badger)
4. Other Side of the Rainbow – 4:11 (Gary Cherone, Nuno Bettencourt)
5. Small Town Beautiful – 4:27 (Brian Maher, Gary Cherone, Nuno Bettencourt)
6. The Mask – 4:13 (Andy Healy, Nuno Bettencourt)
7. Thicker Than Blood – 3:46 (Gary Cherone, Kevin Antunes, Nuno Bettencourt)
8. Save Me – 4:51 (Gary Cherone, Jordan Ferreira, Nuno Bettencourt)
9. Hurricane – 3:31 (Eric Warfield, Nuno Bettencourt)
10. X Out – 5:50 (Eric Warfield, Gary Cherone, Jordan Ferreira, Nuno Bettencourt)
11. Beautiful Girls – 4:04 (Carl Restivo, Gary Cherone, J. Plotsky, Nuno Bettencourt)
12. Here's to the Losers – 5:05 (Gary Cherone, Nuno Bettencourt)

## Formazione
- Gary Cherone – voce
- Nuno Bettencourt – chitarra, tastiera, cori, voce (tracce 5, 6, 9, 10, 11)
- Pat Badger – basso, cori
- Kevin Figueiredo – batteria, percussioni

## Classifiche
| Classifica (2023) | Posizione raggiunta |
| ----------------- | ------------------- |
| Italia            | 71                  |
| Regno Unito       | 22                  |
| Stati Uniti       | 67                  |